# Carlos Mané
Carlos Manuel Cardoso Mané (Lisbona, 11 marzo 1994) è un calciatore portoghese naturalizzato guineense, attaccante del Kayserispor.

## Caratteristiche tecniche
È un'ala destra che può giocare anche come ala sinistra o trequartista.

## Carriera

### Club

#### Sporting Lisbona
Originario della Guinea-Bissau, Mané entra a far parte dello Sporting Lisbona fin dall'età di 9 anni. Il 9 dicembre 2012 debutta con la seconda squadra contro il CD Aves sostituendo Jorge Chula al 78'. Esattamente un mese dopo segna la sua prima rete da professionista contro il Belenenses che non basta ad evitare la sconfitta per 1-2.
Debutta con la prima squadra il 5 ottobre 2013 contro il Vitória de Setubal, mentre segna la prima sua prima rete il 15 febbraio 2014 contro l'Olhanense.

#### Stoccarda
Il 31 agosto 2016 si trasferisce in prestito biennale con diritto di riscatto ai tedeschi dello Stoccarda.

#### Union Berlino
Il 25 gennaio 2019 si trasferisce in prestito per 6 mesi all'Union Berlino per circa 350.000 euro.

#### Rio Ave
Svincolatosi dallo Sporting Lisbona, il 21 luglio 2019 si trasferisce al Rio Ave, con cui firma un contratto triennale valido fino al 30 giugno 2022.

### Nazionale
Viene convocato per le Olimpiadi 2016 in Brasile.
Nel 2023 opta per rappresentare la Guinea-Bissau, nazionale delle sue origini, con cui nel medesimo anno partecipa alla Coppa d'Africa.

## Palmarès

### Club

#### Competizioni nazionali
- Coppa del Portogallo: 1

Sporting CP: 2014-2015
- Supercoppa di Portogallo: 1

Sporting CP: 2015
- Campionato tedesco di seconda divisione: 1

Stoccarda: 2016-2017